# Balkanindogermanisch
Als Balkanindogermanisch wird in der indogermanistischen Forschung die – vermutete – gemeinsame Vorstufe des Griechischen, Phrygischen und Armenischen bezeichnet; meistens wird auch das Albanische (und als dessen mögliche Vorstufe das Illyrische) auf diesen Zweig der indogermanischen Sprachen zurückgeführt.
In einem weiteren Sinne werden alle auf dem Balkan heute oder früher gesprochenen Sprachen indogermanischer Herkunft als „Balkanindogermanisch“ bezeichnet, ohne Rücksicht auf die genaue Herkunft der jeweiligen – oft nur fragmentarisch überlieferten – Sprachen. In diesem weiteren Sinne gehören auch das einst im heutigen Bulgarien gesprochene Thrakische und das einst im heutigen Rumänien gesprochene Dakische zum Balkanindogermanischen; ebenso zählt Illyrisch dann unabhängig von einer Verwandtschaft mit dem Albanischen dazu.

## Forschungsgeschichte
Die Annahme eines gemeinsamen Ursprungs von Griechisch und Armenisch wurde erstmals 1924 von dem dänischen Linguisten Holger Pedersen formuliert, der in den Jahren zuvor nachgewiesen hatte, dass die Zahl der griechisch-armenischen etymologischen Wortgleichungen größer ist als die Übereinstimmungen zwischen dem Armenischen und irgendeiner anderen indogermanischen Sprache. Antoine Meillet untersuchte wenig später (1925, 1927) morphologische und phonologische Übereinstimmungen und postulierte, dass die Vorläufersprachen des Griechischen und Armenischen Dialekte waren, die in unmittelbarer Nachbarschaft der gemeinsamen Vorgängersprache gesprochen wurden. Meillets Hypothese gewann mit seinem „Abriss“ (Esquisse) von 1936 an Zustimmung.
Georg Solta wollte hingegen keine griechisch-armenische Protosprache annehmen, betrachtete aber ebenfalls angesichts der Parallelen in Wortschatz und Morphologie Griechisch als die eindeutig mit dem Armenischen am nächsten verwandte Sprache (1960). Hamp (1976) unterstützte wiederum die Hypothese einer balkanindogermanischen Protosprache mit der Formulierung, es habe eine Zeit gegeben „when we should speak of Helleno-Armenian“ (engl. f. für die wir von Helleno-Armenisch sprechen sollten). Einen Durchbruch für die Anerkennung einer balkanindogermanischen Protosprache brachte die Arbeit von Wolfram Euler Indoiranisch-griechische Gemeinsamkeiten der Nominalbildung und deren indogermanische Grundlagen (1979). Eine Zwischenposition vertrat zuletzt Clackson (1994), der eine griechisch-armenische Untergruppe des Indogermanischen zwar für nicht erwiesen hält, jedoch die armenische Sprache einer erweiterten griechisch-indoarischen Sprachfamilie zurechnet.

## Implikationen und Probleme
Die Annahme einer balkanindogermanischen Protosprache wirft Datierungs- und Lokalisierungsfragen auf. Nach dem Modell einer kupferzeitlichen Ausbreitung der indogermanischen Sprachen aus dem nordpontischen Steppenraum könnte sich das Balkanindogermanische in der ersten Hälfte des 3. Jahrtausends herausgebildet haben; nach dem neolithischen Ausbreitungsmodell aus Anatolien dagegen je nach Quelle zwei bis drei Jahrtausende früher.
Generell wirft die Erforschung des Balkanindogermanischen ähnliche Fragen auf wie die des Italo-Keltischen: Auch hier weisen zwei benachbarte Familien des Indogermanischen spezifische Gemeinsamkeiten auf, die durch Lehnbeziehungen nur unbefriedigend erklärt werden können. Auch hier wird deswegen mehrheitlich eine gemeinsame Periode von ebenfalls begrenzter Dauer angenommen.
Eine Schwierigkeit bei der Erhärtung der balkanindogermanischen Hypothese war der späte Beginn der Überlieferung des – zudem durch die benachbarten iranischen Sprachen stark veränderten – Armenischen erst ab dem 5. Jahrhundert n. Chr. sowie vor allem die nur sehr fragmentarische Überlieferung der übrigen Paläosprachen des Balkans, namentlich des Phrygischen und des Makedonischen.

## Wanderungsbewegung der Armenier
Herodot berichtet, dass die Armenier ursprünglich phrygische Kolonisten gewesen seien. Wenn das zutrifft, wären sie um 700 v. Chr. durch Kleinasien (auch Anatolien genannt) in den Raum des nachmaligen Armeniens (einschließlich der heutigen östlichen Türkei) eingewandert. Die armenische Sprache wäre dann ein Abkömmling des Phrygischen mit nachfolgender Satemisierung, ähnlich der Entwicklung im Französischen und teilweise auch Spanischen und Italienischen. Ungeachtet dieser phonologischen Frage gibt es etliche unbestreitbare lexikalische Besonderheiten, die Albanisch, Griechisch, Makedonisch, Phrygisch und Armenisch miteinander verbinden und die heute überwiegend nicht (bzw. nicht nur) auf Sprachkontakt, sondern (vielleicht auch) auf gemeinsame Herkunft zurückgeführt werden.

## Die Ost-West-Gliederung des frühen Indogermanischen
Innerhalb der indogermanischen Sprachen gehört das Balkanindogermanische mit dem Indoiranischen zum östlichen Zweig der indogermanischen Sprachfamilie. Noch sehr spekulativ wird die erste Aufgliederung des Indogermanischen in eine östliche und eine westliche Gruppe in der zweiten Hälfte des 4. Jahrtausends v. Chr. angenommen, die Trennung des Indoiranischen vom Balkanindogermanischen auf die erste Hälfte des 3. Jahrtausends v. Chr., dessen Aufgliederung in Einzelsprachen in die Mitte oder in das späte 3. Jahrtausend v. Chr.

## Die Einordnung des Albanischen
Alle Albanologen sehen das Albanische als zur Balkangruppe der indogermanischen Sprachen gehörig an. Die genauen Beziehungen sowohl zum kaum bekannten Illyrischen als auch zum Thrakischen bleiben jedoch weiterhin Gegenstand der Forschung.